# 秦起

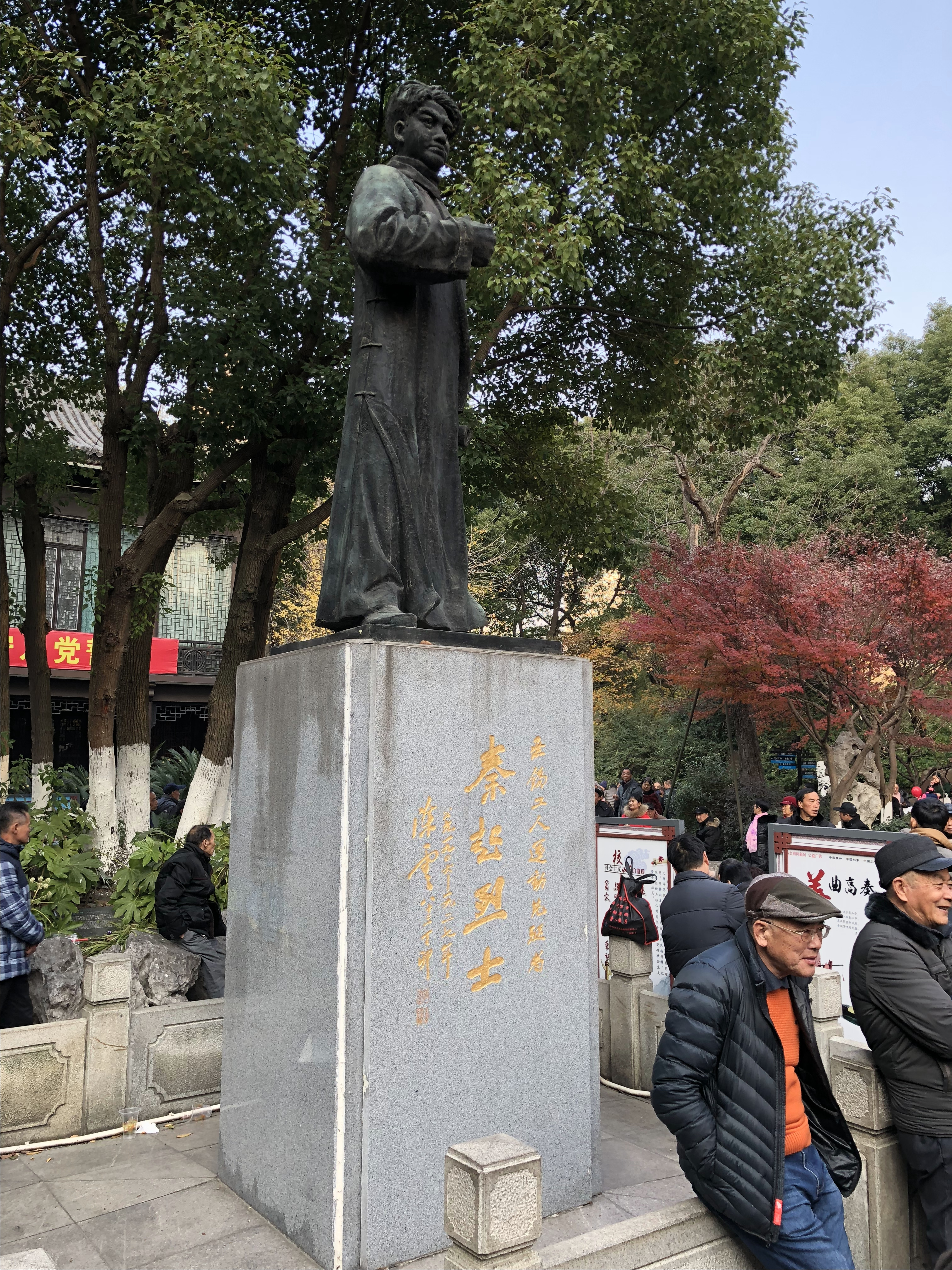
无锡城中公园的秦起雕塑

秦起（1907年1月10日—1927年4月15日），原名秦锡昌，江苏无锡人，中国共产党早期人物。

## 生平
14岁，秦起毕业于大娄巷唐氏小学，因家贫，进茂新第二面粉厂麦务处当练习生。民国14年（1925年）冬，由董星五介绍，加入中国共产党。1926年2月，任中共茂新第二面粉厂支部书记，从事工人运动，并创办工人夜校。4月，茂新第二面粉厂工人沈根泉因工伤身亡，他带领工人同资方进行斗争。在惠山忍草庵，秦起主持举行沈根泉追悼大会。余伯良、俞伯揆、杜兰亭、龚福春等中共党员参加了追悼会。会后他们秘密成立了工会。同年5月1日，他作为江苏省工人代表出席在广州召开的全国第三次劳动大会。返回无锡后，5月21日，他领导全城19家丝厂的2万余名女工参加的总同盟罢工，持续九天九夜直至罢工胜利。
1927年1月4日，无锡总工会秘密成立，他担任委员长。2月，任中共无锡地方委员会委员。3月17日，为配合北伐军打击军阀孙传芳，他率领工人破坏铁路，阻挠军阀运输。21日，北伐军进驻无锡，在当天欢迎北伐军的军民联欢大会上，他代表无锡总工会致辞，并向北伐军第14军军长赖世璜提出释放全部在押政治犯和改善工人待遇等14条要求。同日，无锡总工会在崇安寺大雄宝殿公开办公。然而不久，四一二政变爆发后，他率领数万人参加的民众大会，声援上海工人。会后，赖世璜部支持下的当地警察于4月14日深夜袭击总工会。他率工人纠察队员英勇抵抗。因寡不敌众，秦起等数十人被捕。4月15日凌晨3时，他遭秘密枪杀于无锡县公安局后院，尸体装入麻袋后沉于河中，时年20岁。

## 纪念
1987年，为纪念秦起遇難60周年，经中共无锡市委同意并报省委有关部门批准，无锡市总工会和市委党史工作委员会决定在城中公园多寿楼前草坪上为秦起竖铜像。1988年1月10日，秦起铜像正式落成，为全身立像，坐落于黑色花岗石底座上。底座正面由时任中共中央政治局常委、中国共产党中央纪律检查委员会第一书记陈云题词：“无锡工人运动先驱者秦起烈土”。